# Sergi I de Moscou
El Patriarca Sergi (rus: Сергий); nascut Ivan Nikolaievitx Stragorodski (Иван Николаевич Страгородский) (23 de gener de 1867 – 15 de maig de 1944) va ser el 12è Patriarca de Moscou i de Totes les Rússies des del 8 de setembre de 1943 fins a la seva mort. Era també, de facto, el cap de l'Església Ortodoxa Russa com Patriarca locum tenens entre 1925 i 1943.

## Biografia
Ivan Stragorodski va néixer a Arzamas, prop de Nijni Nóvgorod, en una família molt religiosa. Adoptà el nom de Sergi després de fer-se monjo, estudiant al seminari de Nijni Nóvgorod i posteriorment a l'Acadèmia de Teologia de Sant Petersburg. El 1890 Sergi va ser enviat amb una missió cristiana ortodoxa al Japó, aconseguint parlar el japonès de manera fluida (també parlava grec, llatí i hebreu). El 1899 tornà a l'Acadèmia de Teologia de Sant Petersburg, d'on va ser nomenat rector. El 1901 va ser nomenar arquebisbe de Finlàndia i de Vyborg, i el 1911 passà a formar part del Sant Sínode Rus. El 10 d'agost de 1917 va ser traslladar a la seu de Vladímir i Xuia, i el 28 de novembre del mateix any, el Patriarca Tikhon l'elevà a la dignitat de Metropolità. Els bolxevics van arrestar al Metropolità Sergi el gener de 1921, i després de mesos d'empresonament a Moscou va ser exiliat a Nijni Nóvgorod. Entre el 16 de juny de 1922 al 27 d'agost de 1923 participà en l'anomenat Església Viva, però posteriorment es penedí públicament de les seves accions i va ser perdonat pel Patriarca Tikhon. Va ser nomenat Metropolità de Nijni Nóvgorod el 18 de març de 1924.

### Elecció com a Patriarca
Sabedor que no seria possible realitza eleccions per al Patriarcat després de la seva mort, el Patriarca Tikhon va fer un testament on nomenava a 3 candidats, un dels quals assumiria el lideratge de l'Església a la seva mort. El 12 d'abril de 1925, un dels candidats, el Metropolità Pere de Krutitsi i Kolomna va ser elegit com el Patriarca Locum Tenens (Местоблюститель Патриаршего Престола). Però només 8 mesos després, el 10 de desembre de 1925, va ser detingut. Prevenint el seu imminent arrest, seguí l'exemple de Tikhon i nomenà 3 candidats per succeir-lo. Després de la detenció de Pere, Sergi de Nijni Nóvgorod era l'únic bisbe de la llista de Pere que no estava empresonat o exiliat. Assumí el lideratge de l'Església amb el títol de Patriarca en funcions Locum Tenens  (Заместитель Патриаршего Местоблюстителя), assumint que Pere de Krutitsi seguia sent el Patriarca de iure locum tenens i que tornaria a les seves funcions un cop alliberat (alliberament que mai no es produí). Tot i això, el mateix Sergi va ser de nou empresonat entre el 30 de novembre de 1926 i el 27 de març de 1927.

### El Patriarcat
Buscant convèncer les autoritats soviètiques perquè aturessin la campanya de terror i persecució contra l'Església, Sergi intentà trobar camins de reconciliació pacífica amb el govern. El 29 de juliol de 1927 publicà la seva famosa Declaració, on professava l'absoluta lleialtat de l'Església Ortodoxa Russa a la Rússia Soviètica i als interessos del seu govern. La Declaració, encara que benintencionada, aixecà immediatament una controvèrsia immediata entre els eclesiàstics russos, molts dels quals (incloent diversos bisbes notables i respectats que es trobaven a la presó o a l'exili) trencaren la comunió amb Sergi. Posteriorment, molts d'aquests bisbes es reconciliarien amb ell, però diversos seguiren a l'oposició a l'Església oficial fins a l'elecció com a Patriarca d'Aleix I el 1945.
Sergi també formà el Consell Patriarcal Temporal (posteriorment anomenat Sínode), que aconseguí ser reconegut per les autoritats soviètiques. El 1934, Sergi assumí el títol més elevat de "Sa Beatitud Metropolitana de Moscou i Kolomna" i, el 1936, després d'un informe fals que li feia saber de la mort del Metropolità Pere a la presó (de fet, estava viu, encara que va ser executat el 1937), Sergi assumí la posició de Patriarca Locum Tenens. Malgrat les seves promeses que l'Església Ortodoxa no interferiria en els afers seculars i que romandria fidel a l'Estat, les detencions i execucions de clergues per part del GPU i posteriorment l'NKVD, la destrucció de les catedrals, esglésies, icones i seminaris van ser habituals durant les dècades de 1920 i 1930. Fins a l'inici de la Gran Guerra Patriòtica, només quedaven 4 bisbes en tota la Unió Soviètica que no estiguessin en presó o exili; i dels 50.000 capellans ortodoxos existents el 1918, només en quedaven 500 el 1935.
Només després de la invasió alemanya al juny de 1944, Stalin començà a reduir la campanya d'ateisme militant, sabedor que necessitava el suport moral de l'Església durant la guerra. El 4 de setembre de 1943, Stalin es trobà amb els 3 caps jeràrquics de l'Església Ortodoxa Russa (el Metropolità Sergi, l'Metropolità Aleix i el Metropolità Nicolau) al Kremlin de Moscou i els prometé diverses concessions a canvi de la seva lleialtat i ajut. Entre les concessions estaven l'autorització per obrir el Seminari i l'Acadèmia Teològica de Moscou, l'alliberament dels clergues empresonats, la devolució de diverses propietats de l'Església, inclòs el famós Troitse-Sergiïeva Lavra. A canvi, l'Església estaria sota el control dels serveis secrets soviètics, fins al punt que capellans i bisbes passarien a ser de facto agents del KGB.
Malgrat tot això, la concessió més important va ser reunir el Consell Episcopal i elegir un nou Patriarca. El 8 de setembre de 1943, en una trobada formal de bisbes, Sergi va ser elegit sense oposició a la seu del Patriarcat de Moscou. Va ser entronitzat el 12 de setembre del mateix any, tot i la seva edat avançada (76 anys) i a la seva delicada salut. Va morir a Moscou 8 mesos després, el 15 de maig de 1944.